# Motipur (Rupandehi)
Motipur (nepalski: मोतीपुर) – gaun wikas samiti w zachodniej części Nepalu w strefie Lumbini w dystrykcie Rupandehi. Według nepalskiego spisu powszechnego z 2001 roku liczył on 1336 gospodarstw domowych i 7606 mieszkańców (3891 kobiet i 3715 mężczyzn).